# Banović Strahinja
Banović Strahinja (Alfabet ciríl·lic serbi: Бановић Страхиња, estrenada internacionalment com The Falcon) és una pel·lícula iugoslava-alemanya d'aventures del 1981 escrita i dirigida per Vatroslav Mimica basada en Strahinja Banović, un heroi de la poesia èpica sèrbia. Va entrar a la secció "Officina Veneziana" al 38a Mostra Internacional de Cinema de Venècia.

## Trama
Durant la fi del segle XIV, la Sèrbia medieval esdevé l'objectiu de l'Imperi Otomà. És l'any 1388 i els bandits turcs deambulen lliurement pel sud de Sèrbia. Mentre que la majoria dels cavallers serbis es concentra al voltant de la ciutat de Kruševac, capital de Sèrbia en aquell moment, les fronteres del sud queden parcialment sense defensa. No és fins a la l'any següent de 1389 quan es produirà un enfrontament total de dos exèrcits.
Mentre el respectat noble sèrbi Strahinja Banović està a la caça, una banda de renegats turcs crema el seu castell, mata tots els seus servents i s'emporta la jove esposa de Banović Strahinja. Strahinja comença una llarga recerca per rescatar la seva dona malgrat els dubtes de la resta de la seva fidelitat. Strahinja reuneix un grup de bergants i va darrere dels bandits. Mentrestant, el bandoler turc Alija intenta seduir l'esposa de Strahinja, Anđa, però ella el nega. No obstant això, amb un període comença a debilitar-se.

## Repartiment
- Franco Nero com a Banović Strahinja
- Gert Fröbe com a Jug Bogdan
- Dragan Nikolić com a Alija
- Sanja Vejnović com a Anđa
- Rade Šerbedžija com a Abdulah
- Kole Angelovski com a Timotije
- Stole Aranđelović com a Pop Gradislav
- Neda Spasojević com a Luda
- Janez Vrhovec com a Vladika
- Rados Bajic com a Boško Jugović